# Haliclona flabellodigitata
Haliclona flabellodigitata är en svampdjursart som beskrevs av Burton 1934. Haliclona flabellodigitata ingår i släktet Haliclona och familjen Chalinidae. Inga underarter finns listade i Catalogue of Life.